# トリポリ (レバノン)
トリポリ（Tripoli）は、東地中海沿岸に広がるレバノンの第二の都市であり、北レバノン県の県都でもある。アラビア語ではタラーブルス（طرابلس ṭarābulus）という。
首都ベイルートと同じく港町で、レバノン第二の港でもある。人口50万人。住民の80%はスンニ派ムスリムである。

## 歴史
古くから東地中海有数の富裕な港として栄え、十字軍による破壊以前は「ダール・アル=イルム（دار العلم）」（知識の館）という大図書館を有していた。第1回十字軍の際に陥落し、十字軍国家のトリポリ伯領となり、1289年マムルーク朝に滅ぼされ破壊されるまで数度にわたる十字軍の上陸・補給拠点として、またイタリア商人らによる通商の場として利用された。
レバノン内戦時、トリポリは、ベイルートより南の都市とは違って、大規模な破壊には至っておらず、1103年フランク王国のレイモンド伯（レイモン・ド・サン・ジル）が建てた十字軍の要塞、セント・ジル要塞（1289年再建）をはじめ、数々の遺跡が残っている。
2012年、前年から隣国で発生していたシリア内戦が、宗教対立の形でトリポリへ伝播。同年8月20日から市内各所で発生したイスラム教アラウィー派（アサド政権寄り）とスンニ派（反政府勢力寄り）の衝突では、14人以上の死亡、100人以上の負傷者を出した。
2020年、レバノンがデフォルト状態に陥ると、通貨の急落と物価の高騰により市民生活が困窮。市内で行われるデモが激化し、銀行の支店が暴徒の襲撃を受けて略奪、放火される出来事もあった。

## 国際見本市
ラシード・カラーミー国際見本市複合施設は1960年代のレバノンの近代化政策の主要プロジェクトの1つとして、1962年から1967年までにブラジル人の建築家のオスカル・ニーマイヤーが設計したものである。この国際見本市の複合施設は、1975年までにトリポリの旧市街とエル・ミナ港の間に位置する70ヘクタールの土地に建設された。本館は750メートル×70メートルのブーメランの形をした巨大な屋根付きホールであり、園内には「ブラジルの熱帯庭園」、ポルチコ、水プール、円形劇場、大きなアーチなどの施設がある。
ラシード・カラーミー国際見本市は異大陸間の交流の注目すべき例であるほか、近東のアラブ人地域における20世紀の近代建築の代表的な作品の1つでもある。施設内のほぼすべての建物は設計当時の様子と変わらないものの、現在は野ざらしの状態にある。レバノン内戦により内装、備品、ガラス、扉、設備が失われたにもかかわらず、傑出した普遍的価値の属性は十分な完全性を保っている。しかしながら、現在の資産の完全性はまだ脆弱であり、主に鋼材の腐食とコンクリートの老朽化による深刻な安定性の問題がある。2023年の世界遺産委員会臨時会議で世界遺産と危機遺産に登録された。

### 登録基準
この世界遺産は世界遺産登録基準のうち、以下の条件を満たし、登録された（以下の基準は世界遺産センター公表の登録基準からの翻訳、引用である）。
- (2) ある期間を通じてまたはある文化圏において、建築、技術、記念碑的芸術、都市計画、景観デザインの発展に関し、人類の価値の重要な交流を示すもの。
- (4) 人類の歴史上重要な時代を例証する建築様式、建築物群、技術の集積または景観の優れた例。

## 交通
鉄道
市内にはかつてタウルス急行の発着駅にもなっていたトリポリ駅があったが、内戦の影響を受けて、1975年に廃駅となっている。